# Inconfutabilmente mia
Inconfutabilmente mia è l'album di Bruno Martino datato 1983. Gli arrangiamenti sono di Victor Bach.

## Tracce
1. Inconfutabilmente mia
2. Tu ci sei
3. E tu con me
4. Donna di Barcellona
5. Se todos fossem iguas a voce
6. Isabel
7. Stasera a guardare le nuvole
8. La musica
9. Brasiliando
10. Tu mi puoi cambiare